# Иудаизм в Абхазии
Иудаизм в Абхазии — совокупность религиозных и культурных традиций, которых придерживаются евреи, проживающие в Абхазии.

## История
Большинство евреев, проживавших в Абхазии до начала Грузино-абхазского конфликта, будучи грузинскими евреями, для которых родным языком был грузинский, были вынуждены покинуть республику. В 1993 году «Сохнут» организованно вывез из охваченной войной республики евреев в Израиль, часть переселилась в собственно Грузию. Те евреи, что остались в Абхазии, являются в большинстве своём русскоязычными ашкеназскими евреями.

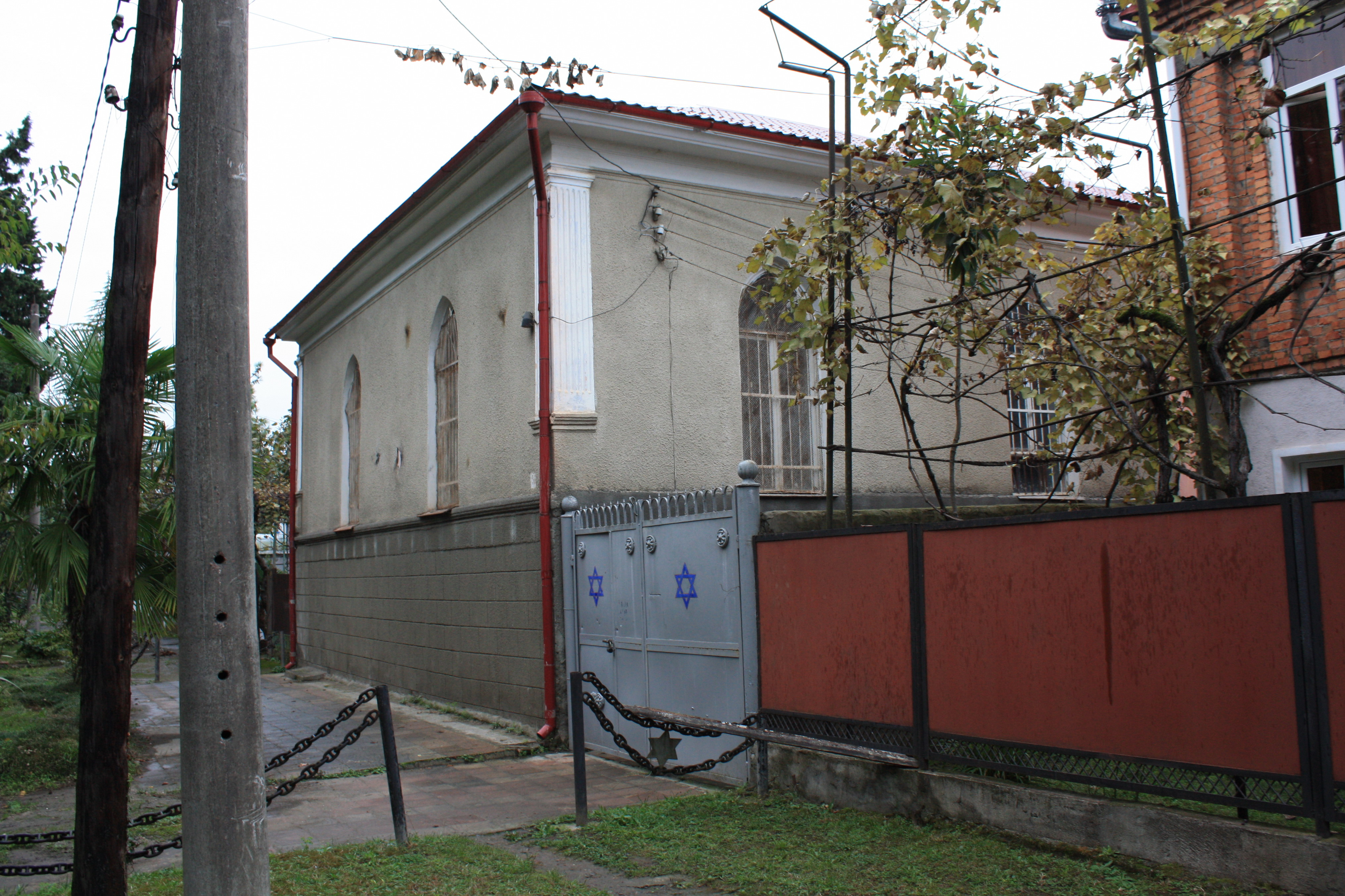
Синагога в Сухуме

В 2004 году состоялся первый официальный визит представителя израильского министерства иностранных дел в непризнанную Республику Абхазию.
На 2022 год в Абхазии действует одна синагога в городе Сухуме на улице Инал-Ипа, д. 56. Еврейскую общину Абхазии возглавляет Бецалель Эфраим Малис. На 2022год общая численность евреев в Абхазии составляла около 200 человек.
Финансовую помощь оказывает  местная сотовая связь А-мобаил. Добрым другом и надёжным помощником является Евгений бен Яков (Палант)